# 크로아티아 사회주의 공화국

크로아티아 사회주의 공화국(세르보크로아트어: Socijalistička Republika Hrvatska)은 구 유고슬라비아 사회주의 연방 공화국을 구성했던 공산주의 국가이다. 이 나라는 지금의 크로아티아의 전신이며, 1943년 유고슬라비아 민주 연방의 일부가 되어 티토가 이끄는 유고슬라비아 공산주의자 동맹 (League of Communists of Yugoslavia) 에 의해 통치되었다.
이 나라는 1990년, 다당제와 자유시장경제를 도입하였으며, 1991년 유고슬라비아 사회주의 연방 공화국에서 벗어나 크로아티아 공화국으로 독립하였다.
수도는 자그레브이며, 독립 후에도 크로아티아의 수도가 되었다.

크로아티아 사회주의 공화국의 국기
크로아티아 사회주의 공화국의 국장

## 같이 보기
- 크로아티아
- 크로아티아의 역사